# 태르태르구
태르태르구(아제르바이잔어: Tərtər rayonu)는 아제르바이잔 서부에 위치한 구로 행정 중심지는 태르태르이며 면적은 412km2, 인구는 63,745명이다. 구의 대부분 지역은 나고르노카라바흐에 속하며 아르차흐 공화국은 나고르노카라바흐 전쟁 이후부터 구의 대부분을 실질적으로 지배하고 있다. 아제르바이잔에서는 나고르노카라바흐 지역에 살았다가 아르메니아인들에 의해 쫓겨난 국내실향민들을 위하여 아제르바이잔 통치 하에 남아있는 태르태르구 지역에 정착촌을 건설하였다.